# Sin Ton
Sin Ton (hangeul : 신돈 ; hanja : 辛旽 ; RR : Sin Don) est un moine bouddhiste coréen de l'époque Koryŏ, né le 21 janvier 1322 et mort le 21 août 1371. Il est conseiller du roi Kongmin.